# Gobuntu
Gobuntu är ett GNU/Linux-operativsystem, som härstammar från Ubuntu. De första arbetsnamnet var Gnubuntu. Därefter hette projektet Ubuntu-libre för att sedan få sitt nuvarande namn.
Gobuntus mål är att hålla sig till Free Software Foundations fyra friheter och att tillhandahålla en plattform som andra distributioner baserade på fri programvara kan bygga vidare på med små förändringar. Det gör Gobuntu genom att bara använda sig av fri och öppen källkod utan restriktioner. Det innebär att ingen maskinfast programvara, drivrutin, program eller annat innehåll som inte innehåller källkod eller tillämplig licens som ger rätt att studera, ändra och distribuera ingår i Gobuntu.

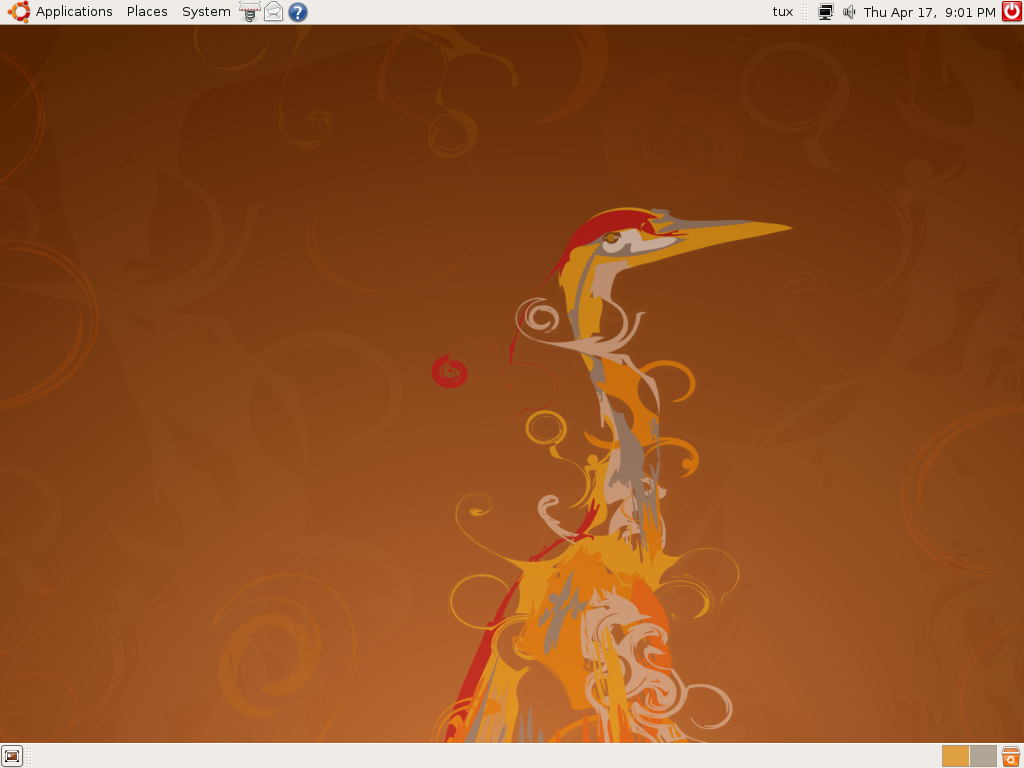
Gobuntu 8.04

Gobuntu har samma hårdvarukrav som Ubuntu. Det innebär att Gobuntu finns tillgänglig i både en 32-bitarsversion och en 64-bitarsversion, installationen kräver minst 384 MB ramminne och 4 GB hårddiskutrymme.
Gobuntu upphörde som separat distribution från och med version 8.10 (Intrepid Ibex) av Ubuntu. Projektet fortgår dock som en del av de ordinarie Ubuntudistributionerna. Genom att ha ett installationsval för "Endast fri programvara" i Ubuntus standarddistributioner (man trycker F6 två gånger i bootmenyn) uppnår man i det stora hela vad Gobuntu tidigare tillhandahöll.
Då version 8.04 är en "Long Term Support"-version av ubuntu tillhandahålls uppdateringar i 3 år för skrivbordsutgåvan respektive 5 år för serverutgåvan, detta innebär att stödet för den sista versionen av Gobuntu har upphört när det gäller skrivbordsutgåvan. Serverutgåvan av Gobuntu stöddes fram till den sista mars 2013.